# Lacs de Gosainkund
Les lacs de Gosainkund (aussi écrit Gosainkunda, Gosain Kunda, ou Gosaikunda) sont plus particulièrement notoires du fait de l'un de ces lacs, situé à 4 380 m d'altitude dans le district de Rasuwa au Népal. Il est la source de la rivière Trisuli. Le lac reste gelé pendant six mois en hiver, d'octobre à juin.
On dit que le lac a été formé à partir du creusement de la terre par le trident (trishula) du dieu hindou Shiva, après qu'il a bu le poison de Samudramanthan et voulait désespérément de l'eau froide pour étancher la chaleur écrasante du poison.
Le lac Gosaikunda et ses zones humides associées ont été désignés site Ramsar le 23 septembre 2007.

## Galerie

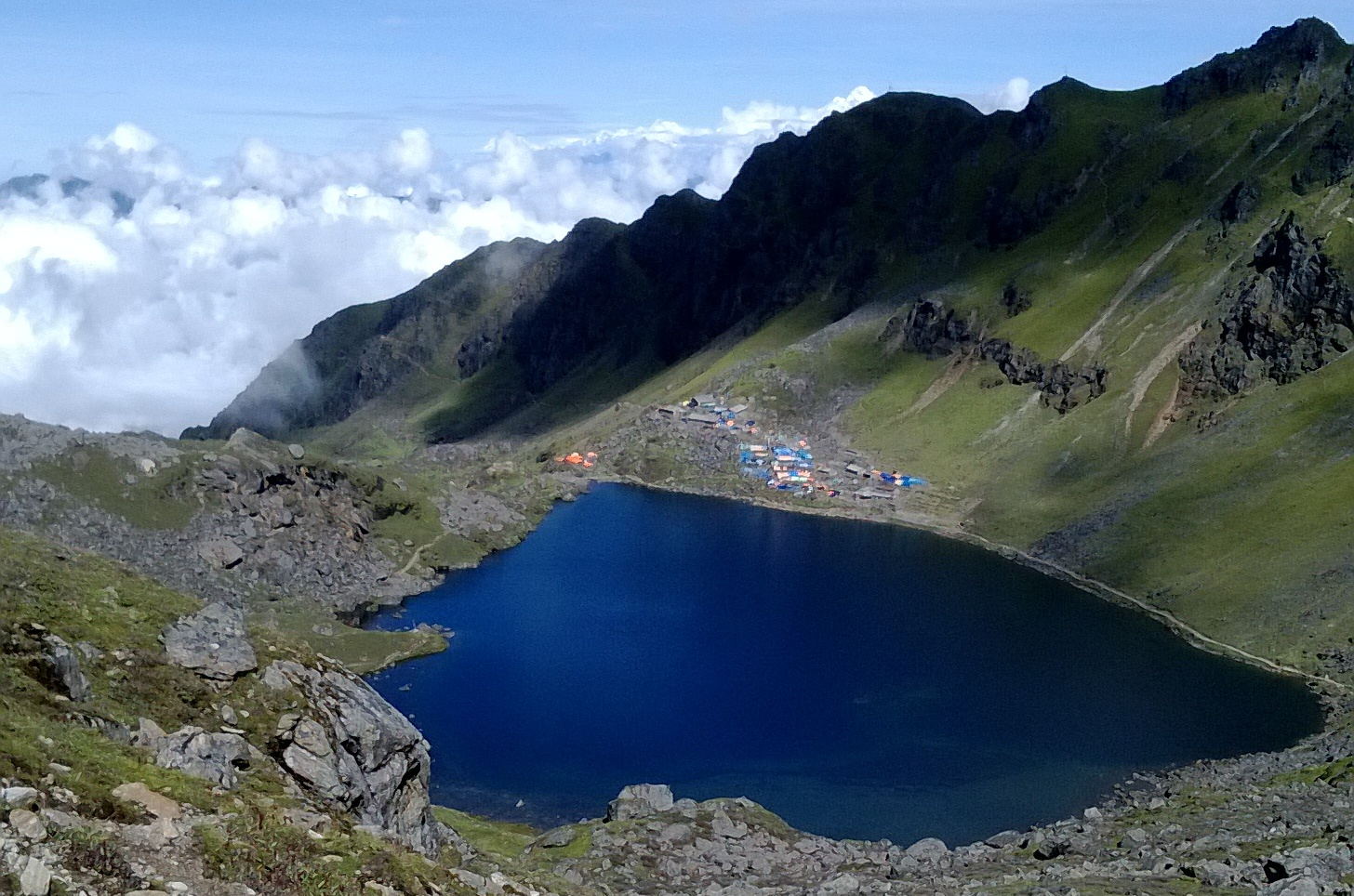
Autre vue du lac, 2013
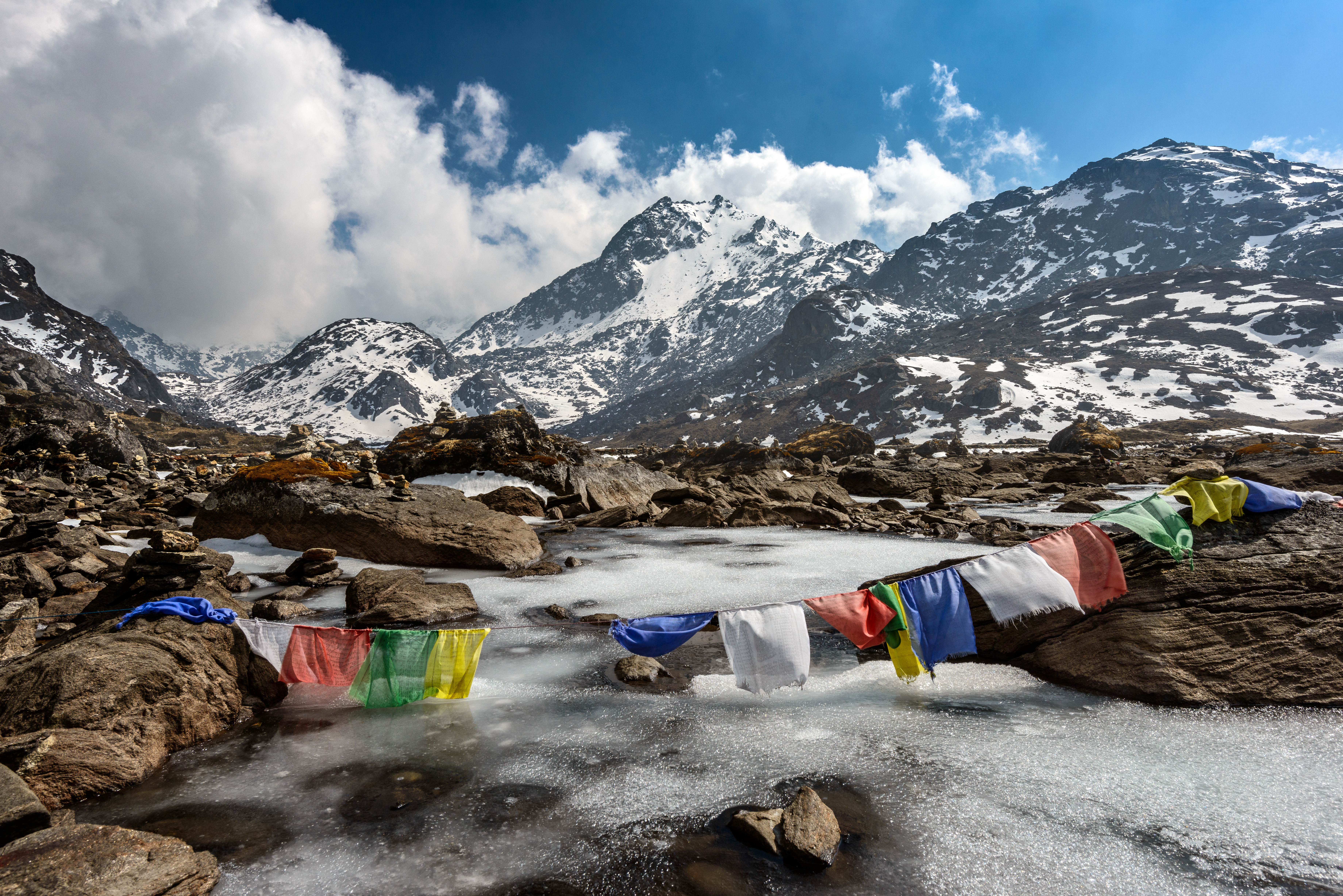
Vue du lac. Avril 2014.
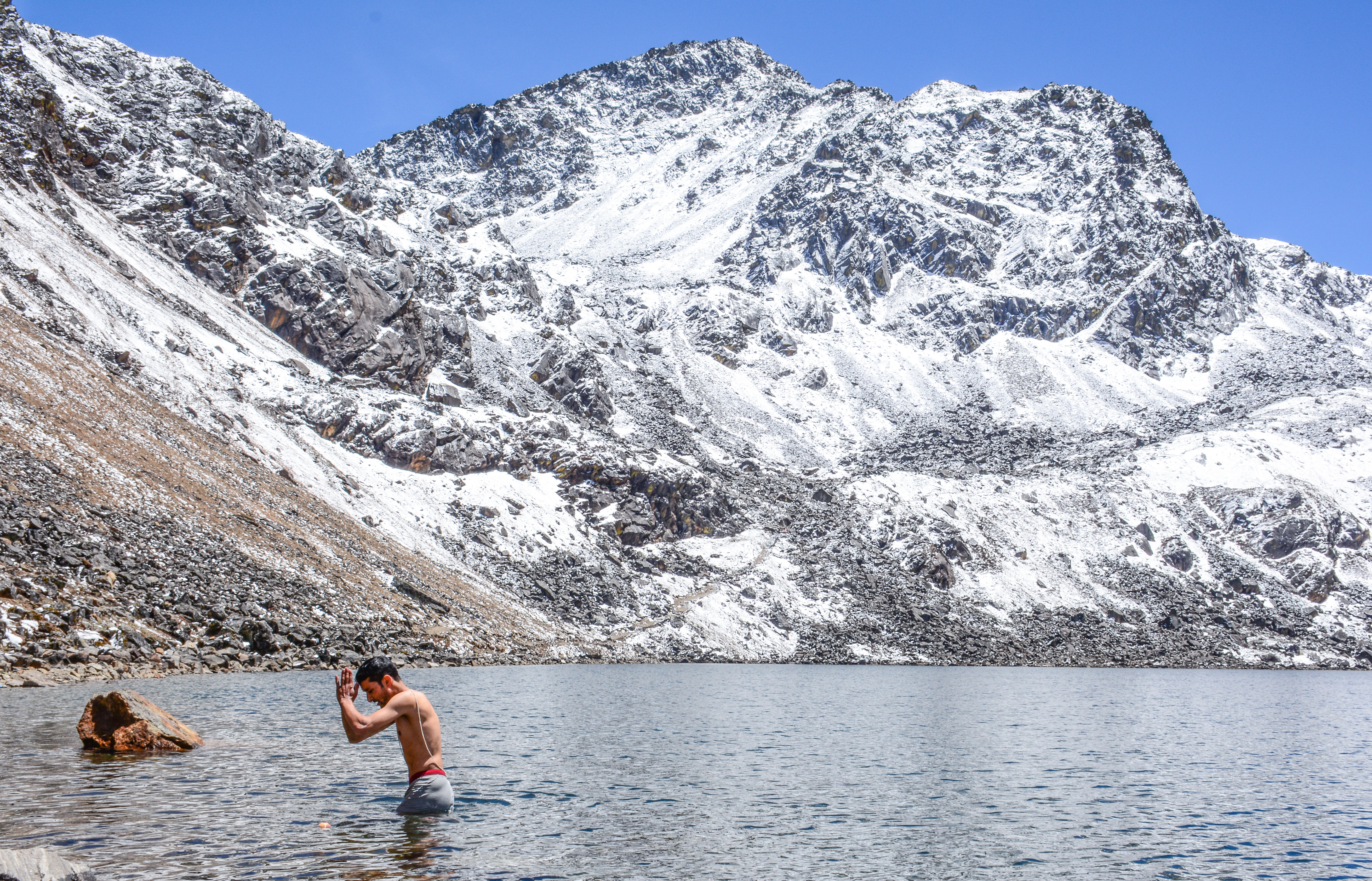
Bain dans le lac sacré, 2016

## Sources
- (en) Cet article est partiellement ou en totalité issu de l’article de Wikipédia en anglais intitulé « Gosaikunda » (voir la liste des auteurs).